# Општина Ветришоаја (Васлуј)
Ветришоаја (рум. Vetrişoaia) општина је у Румунији у округу Васлуј.
Oпштина се налази на надморској висини од 13 m.